# Nozze vagabonde
Nozze vagabonde – włoski film z 1936 w reżyserii Guido Brignone. Pierwszy pełnometrażowy film dźwiękowy, nakręcony w systemie wykorzystującym światło spolaryzowane.